# Ryka Aoki
Ryka Aoki est une autrice américaine de romans, de poésie et d'essais. Elle enseigne l'anglais au Santa Monica College et les études de genre à l'Université d'Antioche.
Son travail comprend les recueils de poésie Seasonal Velocities et Why Dust Shall Never Settle Upon This Soul ainsi que les romans He Mele a Hilo et Light From Uncommon Stars,. Seasonal Velocities est finaliste pour le prix de la non-fiction transgenre aux 25e prix Lambda Literary en 2013. Sa poésie Why Dust Shall Never Settle Upon This Soul est finaliste des 28e prix Lambda Literary en 2016. Light From Uncommon Stars est nommé pour le prix Hugo du meilleur roman 2022 et il obtient le prix Otherwise 2023.

## Biographie
Ryka Aoki a une maîtrise d'art en écriture créative de l'Université Cornell et remporte le prix universitaire de l'Académie des poètes américains. Elle est honorée par le Sénat de l'État de Californie pour son travail avec Trans/Giving, une série de performances de Los Angeles pour les personnes transgenres et genderqueer.
Ryka Aoki, qui est trans, déclare qu'elle s'efforce d'écrire non seulement pour les autres personnes trans, mais pour leur famille et le grand public. Son livre He Mele a Hilo raconte le quotidien des hawaïens. En plus de son livre, Ryka Aoki écrit un article pour Publishers Weekly où elle explique sa démarche. Elle espère qu'en écrivant pour le grand public, elle pourra aider les personnes cisgenres à voir les personnes trans comme des êtres humains. Elle écrit dans l'article : « Si un musicien trans peut faire pleurer le public en jouant du Chopin, comment peut-il être considéré, sinon comme un être humain ? Et si un livre écrit par une Américaine trans, queer et asiatique peut vous faire penser à vos propres plages, à vos propres couchers de soleil ou à votre chère grand-mère décédée que vous aimiez tant et à qui vous parlez encore parfois, alors quelle déclaration plus puissante de notre humanité commune peut-il y avoir ? »,.
Une interview de Ryka Aoki est publiée en 2014 dans le livre Queer and Trans Artists of Color: Stories of Some of Our Lives, de Nia King. Il est nommé parmi les meilleurs livres de non-fiction transgenre par The Advocate la même année. Ryka Aoki tourne avec le Tranny Roadshow, et le Fully Functional Cabaret, qui créent des espaces de performance visible pour les personnes trans à travers le pays.
En 2021, elle sort le roman de science-fiction et fantasy Light from Uncommon Stars, qu'elle décrit comme étant en partie influencé par l'histoire de Ted Ngoy, l'entrepreneur cambodgien américain connu sous le nom de « Donut King ». Elle déclare qu'elle voulait « ouvrir [s]a propre boutique de beignets littéraires ». Kirkus Reviews décrit le livre comme « rempli de descriptions alléchantes de nourriture et de méditations gonflantes sur la musique ». Pour Tor.com, Maya Gittelman décrit Light from Uncommon Stars comme « souvent une joie à lire… également souvent douloureux à lire », et « écrit avec une profonde catharsis, le pardon quand il est dû, et donc, tellement d'espoir ». De même, Alana Joli Abbott décrit le livre comme « une histoire incroyablement puissante d'espoir et de rédemption ».

## Vie privée
Ryka Aoki est ceinture noire de judo et a été entraineuse-cheffe à la fois à l'Université Cornell et à l'Université de Californie à Los Angeles (UCLA).

## Œuvres

### Romans
- (ha) He mele a Hilo, 2014 (ISBN 978-1-62729-007-4, 1-62729-007-9 et 978-1-62729-009-8, OCLC 900134073, lire en ligne).
- (en) Light from uncommon stars, 2021 (ISBN 978-1-250-78906-8, 1-250-78906-0 et 978-1-250-78908-2, OCLC 1226170269, lire en ligne).

### Recueils de poésies
- (en) Ryka Aoki, Seasonal velocities : poems, stories, and essays, 2012 (ISBN 978-0-9851105-0-5 et 0-9851105-0-3, OCLC 811851476, lire en ligne).
- (en) Why dust shall never settle upon this soul, 2015 (ISBN 978-0-9919008-5-5 et 0-9919008-5-5, OCLC 927157963, lire en ligne).